# Contea di Sclafani Pinot nero
Il Contea di Sclafani Pinot nero è un vino DOC la cui produzione è consentita nelle province di Agrigento, Caltanissetta e Palermo.

## Caratteristiche organolettiche
- colore: rosso rubino più o meno intenso
- odore: fruttato
- sapore: armonico, gradevole

## Produzione
Provincia, stagione, volume in ettolitri
- nessun dato disponibile